# Государственный комитет Российской Федерации по физической культуре и спорту
Государственный комитет Российской Федерации по физической культуре и спорту (Госкомспорт России) — федеральный орган исполнительной власти.
Формально организации именно с таким названием никогда не существовало. Однако, ввиду традиции (по аналогии с Госкомспортом СССР) и в силу частой смены ее наименований (за 10 лет менявшееся 10 раз), оно приобрело устойчивый, общеиспользуемый характер.

## Образование организации
В соответствии с Указом президента РСФСР «О реорганизации центральных органов государственного управления РСФСР» от 28 ноября 1991 года «… все имущество, финансовые и другие средства, предприятия, организации и учреждения …» упраздненного Комитета по физической культуре и спорту при Совете Министров СССР было передано созданному в соответствии с этим же указом на базе также упраздняемого Государственного комитета РСФСР по физической культуре и спорту Комитету по содействию олимпийскому движению при Правительстве РСФСР.
Закон РСФСР «Об изменении наименования государства Российская Советская Федеративная Социалистическая Республика» преобразовал данное ведомство в Комитет по содействию олимпийскому движению при Правительстве Российской Федерации.
По итогам встречи президента Российской Федерации Б. Н. Ельцина с президентом Международного олимпийского комитета (МОК) Хуаном Антонио Самаранчем 25 января 1992 года было принято распоряжение о необходимости формирования эффективной системы управления физической культурой и спортом Российской Федерации и по согласованию со спортивной общественностью и внесения предложения по структуре органов управления спортом с учетом необходимости широкого развития клубных форм и общественных начал в спортивном движении.
В свете этого 1 июня 1992 года Комитет по содействию олимпийскому движению при Правительстве Российской Федерации был упразднен, а для «… привлечения средств предприятий, общественных и иных организаций и граждан с целью развития инфраструктуры массового спорта и спортивной индустрии» был создан Национальный фонд спорта (НФС). В этот же день был образован Координационный совет по физической культуре и спорту при Правительстве Российской Федерации и утверждено положение о его деятельности.
В дальнейшем организационные функции Координационного совета по физической культуре и спорту при Правительстве Российской Федерации взял на себя Комитет Российской Федерации по физическому воспитанию и массовому спорту, а координационные Координационный совет по физической культуре и спорту при Президенте Российской Федерации.

## Полномочия организации
Изначально на Комитет были возложены следующие задачи:
- проводить единую государственную политику в области физического воспитания;
- развивать массовый спорт и спорт высших достижений,
- подготавливать и переподготавливать тренерско-преподавательские кадры;
- развивать науку в области физической культуры и спорта;
- совершенствовать производство изделий спортивного назначения;
- оказывать физкультурно-спортивные услуги;
- развивать материальную базу физической культуры и спорта;
- представлять интересы России в вопросах физической культуры и спорта на международном и межгосударственном уровнях.

В соответствии с возложенными задачами Комитет выполнял следующие функции:
- разрабатывал совместно с органами государственного управления физической культурой и спортом республик в составе Российской Федерации, краев, областей, городов Москвы и Санкт-Петербурга, а также с участием министерств и ведомств Российской Федерации и организует выполнение государственных программ в области физической культуры и спорта;
- подготавливал проекты законодательных актов и правительственных решений, создающих правовую основу защиты и развития физической культуры и спорта;
- обеспечивал проведение всероссийских и международных соревнований по спорту, подготовку сборных команд России к участию в Олимпийских играх, чемпионатах мира и Европы;
- осуществляел в установленном порядке внешнеэкономическую деятельность;
- устанавливал порядок и нормы расходования средств в рублях и иностранной валюте при проведении спортивных мероприятий и материального обеспечения спортсменов в пределах имеющихся средств;
- производил выплату компенсаций в виде стипендий спортсменам и должностных окладов тренерам и другим специалистам сборных команд Российской Федерации за счет Фонда развития физической культуры и спорта Комитета по содействию олимпийскому движению при Правительстве Российской Федерации.

Осуществлял межотраслевую координацию и функциональное регулирование в области физической культуры и спорта, а также реализацию мер государственного регулирования игорной деятельности и проведения спортивных лотерей.
Нес ответственность за развитие физкультуры и спорта в РФ и выступление сборных команд страны.
В 2004 году преобразован в Росспорт, в дальнейшем, в мае 2008 года — в Министерство спорта, туризма и молодёжной политики Российской Федерации, в мае 2012 года — в Министерство спорта Российской Федерации.

## Наименования организации
- 1991.11.28—1992.06.01 — Комитет по содействию олимпийскому движению при Правительстве РСФСР[1]
- 1992.06.01—1992.09.30 — Координационный совет по физической культуре и спорту при Правительстве Российской Федерации[5]
- 1992.09.30—1992.11.27 — Комитет Российской Федерации по физическому воспитанию и массовому спорту[6]
- 1992.11.27—1994.01.10 — Комитет Российской Федерации по физической культуре[9]
- 1994.01.10—1994.05.30 — Комитет Российской Федерации по делам молодежи, физической культуре и туризму[10]
- 1994.05.30—1994.08.03 — Комитет Российской Федерации по физической культуре и туризму
- 1994.08.03—1999.05.25 — Государственный комитет Российской Федерации по физической культуре и туризму[11] (Госкомспорт России)[12]
- 1999.05.25—1999.06.08 — Российское агентство по физической культуре и туризму
- 1999.06.08—2000.05.17 — Министерство Российской Федерации по физической культуре, спорту и туризму[13]
- 2000.05.17—2004.03.09 — Государственный комитет Российской Федерации по физической культуре, спорту и туризму

## Руководители организации
- 1991.11.28—1992.06.01 — Мачуга, Василий Николаевич
- 1992.06.01—1994.01.10 — Сысоев, Валерий Сергеевич[5]
- 1994.01.10—1994.07.12 — Портнов, Юрий Михайлович
- 1994.07.12—1996.11.01 — Тарпищев, Шамиль Анвярович
- 1996.11.02—1999.06.24 — Тягачёв, Леонид Васильевич
- 1999.06.24—2000.05.17 — Иванюженков, Борис Викторович[14]
- 2000.05.18—2000.06.20 — Должность вакантна
- 2000.06.21—2002.04.29 — Рожков, Павел Алексеевич
- 2002.04.29—2004.03.09 — Фетисов, Вячеслав Александрович